# 上苗木站
上苗木站（日语：／ Kami-Naegi eki */?）是位於岐阜縣中津川市苗木，北惠那鐵道北惠那鐵道線的鐵路車站（廢站）。
此站是當地居民請願下開設。

## 歷史
- 1929年（昭和4年）9月19日：北惠那鐵道線苗木至並松之間新設此站[1]。
- 1955年（昭和30年）：新設站舍。同時成為業務委託車站。
- 1968年（昭和43年）：結束業務委託。
- 1978年（昭和53年）9月18日：北惠那鐵道線廢除，此站也被廢除[1]。

## 車站設施
此站是地面車站，設有1面1線的單式月台和木製平房站舍。

## 相鄰車站
北惠那鐵道
北惠那鐵道線
苗木－上苗木－並松

## 注腳
1. 1 2  今尾惠介《日本鐵道旅行地圖帳》7號 北信越（新潮社、2008年）p.41

## 相關項目
- 日本鐵路車站列表 Ka